# O Homem Perfeito (filme de 2018)
O Homem Perfeito é um filme brasileiro de comédia romântica de 2018, dirigido por Marcus Baldini. O filme é estrelado por Luana Piovani, Sérgio Guizé, Marco Luque e Juliana Paiva.

## Sinopse
Diana Prado (Luana Piovani), aos 42 anos é uma mulher bem-sucedida, com uma carreira estruturada, culta e que mantém um casamento feliz com seu marido Rodrigo (Marco Luque). Ao menos é o que ela achava, até descobrir que o seu marido está lhe traindo com uma jovem aspirante a bailarina de 23 anos. Por causa disso, ela cria um "homem perfeito" virtual para seduzir a garota e estragar o romance.

## Elenco
| Ator/Atriz         | Personagem                     |
| ------------------ | ------------------------------ |
| Luana Piovani      | Diana Prado                    |
| Sérgio Guizé       | Carlos Henrique Costa (Caíque) |
| Marco Luque        | Rodrigo                        |
| Juliana Paiva      | Mel Teixeira                   |
| Dani Calabresa     | Paula Varjão                   |
| Eduardo Sterblitch | Tuto Andrei                    |

## Recepção
O Homem Perfeito teve uma recepção negativa entre a crítica especializada. No site AdoroCinema, o filme tem uma média de 2,2 estrelas de 5 com base em seis resenhas.
Da Folha de S.Paulo, Marina Galeano escreveu: "[...] Em diversos momentos, “O Homem Perfeito” parece não delinear direito seu público-alvo e, por isso, soa meio fora de tom: uma mulher madura e um monte de marmanjos (em divertidas performances, vale frisar) a serviço de uma narrativa quase adolescente."
André Miranda, do jornal O Globo criticou a construção do roteiro do filme, dizendo: "O Homem Perfeito interrompe a continuidade da trama para se afundar nos clichês dos tipos que retrata. O machismo do ídolo pop e a infantilidade do quadrinista são exageros para mostrar que não, esse papo de homem perfeito não existe. Só que não é preciso um filme para chegar a essa conclusão."

Marcelo Müller, do site Papo de Cinema, escreveu: "Escudado pelo guarda-chuva da comédia, o realizador reforça estereótipos e incorre numa dinâmica narrativa que reafirma preconcepções desgastadas, como isso da fêmea procurar machos que provejam seu sustento."